# Bowling op de Aziatische Indoorspelen
Bowling is een van de sporten die worden beoefend tijdens de Aziatische Indoorspelen. Het staat op het programma voor zowel mannen als vrouwen. Het onderdeel staat sinds de Aziatische Indoorspelen 2007 op het programma. Er wordt per sekse gestreden in drie categorieën.

## Onderdelen
| Mannen  |  | • | • | 2  |  |  |  |  |  |  |  |  |  |  |  |  |  |  |  |  |  |  |  |  |  |  |  |
| Vrouwen |  | • | • | 2  |  |  |  |  |  |  |  |  |  |  |  |  |  |  |  |  |  |  |  |  |  |  |  |
|         |  |   |   |    |  |  |  |  |  |  |  |  |  |  |  |  |  |  |  |  |  |  |  |  |  |  |  |
| totaal  |  | 6 | 6 | 12 |  |  |  |  |  |  |  |  |  |  |  |  |  |  |  |  |  |  |  |  |  |  |  |

## Medaillewinnaars

### Singles mannen
| Jaar | Goud       | Land                         | Zilver       | Land       | Brons                           | Land               |
| ---- | ---------- | ---------------------------- | ------------ | ---------- | ------------------------------- | ------------------ |
| 2007 | Nayef Eqab | Verenigde Arabische Emiraten | Kim Hyun-Suk | Zuid-Korea | Choi Bok-Eum Khaled Al-Debayyan | Zuid-Korea Koeweit |

### Dubbels mannen
| Jaar | Goud                     | Land       | Zilver                                    | Land     | Brons                                                        | Land                               |
| ---- | ------------------------ | ---------- | ----------------------------------------- | -------- | ------------------------------------------------------------ | ---------------------------------- |
| 2007 | Choi Bok-Eum Park Min-Su | Zuid-Korea | Yannaphon Larpapharat Somjed Kusonphithak | Thailand | Daiki Ikeda Masaaki Takemoto Nayef Eqab Shaker Ali Al-Hassan | Japan Verenigde Arabische Emiraten |

### Team mannen
| Jaar | Goud                                                 | Land       | Zilver                                                             | Land  | Brons | Land           |
| ---- | ---------------------------------------------------- | ---------- | ------------------------------------------------------------------ | ----- | --- | -------------- |
| 2007 | Choi Bok-Eum Park Min-Su Kim Kwang-Wook Kim Hyun-Suk | Zuid-Korea | Saeed Al-Hajri Abdulla Al-Qatan Mubarak Al-Muraikhi Fahid Al-Emadi | Qatar | Tomoyuki Sasaki Masaru Ito Daiki Ikeda Masaaki Takemoto Phoemphun Yakasem Surasak Manuwong Somjed Kusonphithak Yannaphon Larpapharat | Japan Thailand |

### Singles vrouwen
| Jaar | Goud       | Land       | Zilver     | Land     | Brons                       | Land        |
| ---- | ---------- | ---------- | ---------- | -------- | --------------------------- | ----------- |
| 2007 | Choi Jin-A | Zuid-Korea | Iman Zatil | Maleisië | Yang Suiling Haruka Matsuda | China Japan |

### Dubbels vrouwen
| Jaar | Goud                       | Land       | Zilver                  | Land       | Brons                                            | Land  |
| ---- | -------------------------- | ---------- | ----------------------- | ---------- | ------------------------------------------------ | ----- |
| 2007 | Gang Hye-Eun Gye Min-Young | Zuid-Korea | Choi Jin-A Kim Yeau-Jin | Zuid-Korea | Chen Dongdong Wu Suqin Zhang Yuhong Yang Suiling | China |

### Team vrouwen
| Jaar | Goud                                               | Land       | Zilver                                           | Land  | Brons | Land           |
| ---- | -------------------------------------------------- | ---------- | ------------------------------------------------ | ----- | --- | -------------- |
| 2007 | Choi Jin-A Kim Yeau-Jin Gang Hye-Eun Gye Min-Young | Zuid-Korea | Chen Dongdong Wu Suqin Zhang Yuhong Yang Suiling | China | Haruka Matsuda Kumi Tsuzawa Kanako Ishimine Ayano Katai Iman Zatil Jane Sin Li Khoo Wei Ling Norhanizah Abu Bakar | Japan Maleisië |

## Medaillespiegel
| Plaats | Land                         | NOC    | Goud · | Zilver · | Brons · | Totaal | Mannen | Mannen | Mannen | Mannen | Vrouwen | Vrouwen | Vrouwen | Vrouwen |
| Plaats | Land                         | NOC    | Goud · | Zilver · | Brons · | Totaal | Goud   | Zilver | Brons  | T      | Goud    | Zilver  | Brons   | T       |
| 1      | Zuid-Korea                   | KOR    | 5      | 2        | 1       | 8      | 2      | 1      | 1      | 4      | 3       | 1       | 0       | 4       |
| 2      | Verenigde Arabische Emiraten | UAE    | 1      | 0        | 1       | 2      | 1      | 0      | 1      | 2      | 0       | 0       | 0       | 0       |
| 3      | China                        | CHN    | 0      | 1        | 3       | 4      | 0      | 0      | 0      | 0      | 0       | 1       | 3       | 4       |
| 4      | Maleisië                     | MAS    | 0      | 1        | 1       | 2      | 0      | 0      | 0      | 0      | 0       | 1       | 1       | 2       |
| 4      | Thailand                     | THA    | 0      | 1        | 1       | 2      | 0      | 1      | 1      | 2      | 0       | 0       | 0       | 0       |
| 6      | Qatar                        | QAT    | 0      | 1        | 0       | 1      | 0      | 1      | 0      | 1      | 0       | 0       | 0       | 0       |
| 7      | Japan                        | JAP    | 0      | 0        | 4       | 4      | 0      | 0      | 2      | 2      | 0       | 0       | 2       | 2       |
| 8      | Koeweit                      | KUW    | 0      | 0        | 1       | 1      | 0      | 0      | 1      | 1      | 0       | 0       | 0       | 0       |
| Totaal | Totaal                       | Totaal | 6      | 6        | 12      | 24     | 3      | 3      | 6      | 12     | 3       | 3       | 6       | 12      |

2007 · 2009